# Éric Bédard
Éric Bédard (n. 17 decembrie 1976, Sainte-Thècle⁠(d), provincia Québec, Canada) este un sportiv ce a reprezentat Canada, medaliat olimpic. A participat la 3 ediții ale Jocurilor Olimpice (1998, 2002, 2006) în care a câștigat două medalii de aur, o medalie de argint și o medalie de bronz.